# ایزو ۱–۶۳۹
ISO 639-1 یا ایزو ۶۳۹-۱ رده اول استانداردهای ایزو ۶۳۹ است که برای نامگذاری اختصاری زبان‌های شناخته شده بکار گرفته می‌شود. کلیه کدهای زبانی در این رده از دو نویسه تشکیل شده‌اند. تاکنون ۱۳۶ ورودی در فهرست کدهای ISO ۶۳۹-۱ ثبت شده‌است.